# Widele, wedele, hinterm Städele
«Widele, wedele, hinterm Städele» (в переводе с нем. — «Хвосты, хвосты позади хлева») — шуточная и детская немецкая песня, известная также под названием «Bettelmanns Hochzeit» (нем. Свадьба нищего). Согласно одному из источников, впервые была опубликована в 1808 году в 3-м томе сборника «Волшебный рог мальчика».

## Сюжет и критика
В песне поётся о свадебном торжестве «за штеделе», т.е. за хлевом. Участниками его выступают бедняки. На праздник приглашаются «все животные, у которых есть хвосты». Ёжик отвечает за сбор (или оповещение) гостей, а вши обеспечивают музыкальное сопровождение. Как отмечают некоторые из исследователей, «было бы слишком упрощённо рассматривать произведение как насмешливую песню» о городском дне или сельской бедноте. По мнению проф. Х. Рёллеке, оно относится к типу «песен о невозможных вещах», что и обеспечило «Widele, wedele» немалую популярность в 20 веке.

## История и распространение
По мнению ряда авторов, текст впервые был опубликован
в 1808 году в 3-м томе сборника немецкого фольклора «Волшебный рог мальчика» (DKW).  Детская песенка «Bettelmanns Hochzeit» была довольно распространена на юге Германии в 19 веке. Были изданы версии, записанные в Бранденбурге, Верхнем Эльзасе, Швабии. Информатор фон Арнима и Брентано записал лишь один из многочисленных вариантов, ходивших в народе. Известны похожие начальные строки, давшие название песне: «Wickele, wäckele», «Hiddele, haddele» (Бёме 1897), «Hittele, hättele», «Hitterla, haterla», «Vissili, vässeli» и «Heddele, beddele». Версии различаются и другими деталями: число строк
или куплетов, состав животных („Alli Tierli, wo Feddern hent...“/ «Все звери, что имеют перья…») и пр.
В сборнике «Die Bunte Garbe» (Мюнхен, 1913) песня «Widele, wedele», вероятно, впервые была напечатана с ныне известной мелодией анонимного происхождения. Оригинальный текст (из DKW) здесь был растянут за счет повторов и припевов. Произведение сравнительно часто стало встречаться в детских песенниках начиная с 1950-х годов.

## Текст
| Etikette auf des Bettelmanns Hochzeit | Литературный перевод |
| --- | --- |
| Widele wedele, Hinterm Städele Hat der Bettelmann Hochzeit, Pfeift ihm Läusle, Tanzt ein Mäusle, 'S Igele schlägt die Trommel, Alle die Thier, die Wedele haben, Sollen zur Hochzeit kommen. | Ви́деле-ве́деле, Прямо за хлевом Свадьбу празднует нищий. Вошь трубит, Танцуют мыши, Бьёт в барабаны ёжик. Всем, кто имеет сзади хвосты, Надо на свадьбу прийти. |